# Majestic (ferry)
Pour les articles homonymes, voir Majestic.
Le Majestic est un cruise-ferry construit entre 1992 et 1993 par les chantiers Nuovi Cantieri Apuania de Marina di Carrare pour la compagnie italienne Grandi Navi Veloci. Mis en service en mai 1993 entre le continent italien et la Sicile, il est le premier cruise-ferry en Italie et également le premier navire de la compagnie Grandi Navi Veloci.

## Histoire

### Origines et construction
Au début des années 1990, l'armateur italien Aldo Grimaldi, fondateur du groupe Grimaldi, décide de lancer une compagnie maritime destinée à relier les principales îles italiennes de la Méditerranée dans des conditions de confort qui surpasseraient les autres navires. Créée en 1992, la société Grandi Navi Veloci sera le premier armateur en Italie à exploiter des cruise-ferries, croisement entre un car-ferry classique et un paquebot de croisière. 
Dès la création de l'armement, un premier navire est commandé aux chantiers Nuovi Cantieri Apunia de Marina di Carrara. Prévu pour mesurer environ 190 mètres de long et jauger plus de 30 000 UMS, il transportera 1 700 passagers et 700 véhicules à la vitesse de 23 nœuds. Ses aménagements intérieurs sont conçus pour être les plus luxueux sur un car-ferry avec notamment un bar-salon, un restaurant gastronomique, une piscine intérieure ainsi qu'un espace destiné aux séminaires. Toutes ses cabines seront équipées de sanitaires et le navire disposera même de quelques suites. Un soin particulier va être apporté à la décoration des locaux.
Baptisé Majestic, il est lancé le 8 décembre 1992. Après finitions, il est livré à GNV le 11 mai 1993. Il est alors le plus grand car-ferry sous pavillon italien.

### Service
Le Majestic est inauguré à Gênes le 23 mai 1993 au ponte Assereto en présence d'Aldo Grimaldi et d'autres personnalités du monde maritime. Il quitte Gênes dans la soirée du 26 mai pour son voyage inaugural à destination de Palerme en Sicile.
Les premières traversées du navire rencontrent alors un très grand succès qui confirment dès 1994 l'implantation de GNV en Méditerranée avec la mise en service d'un sister-ship, le Splendid, et l'ouverture d'une ligne vers la Sardaigne. Rapidement, le Majestic est supplanté par des unités plus imposantes telles que le Fantastic en 1996, puis l‘Excellent et l‘Excelsior en 1998 et 1999. Le navire devient alors polyvalent et assure selon les périodes l'ensemble des lignes du réseau de GNV entre la Sicile et la Sardaigne.
À partir de 2005, il est transféré sur le réseau international entre Gênes, la Tunisie et Malte, puis en 2007 sur la ligne entre Gênes, l'Espagne et le Maroc.

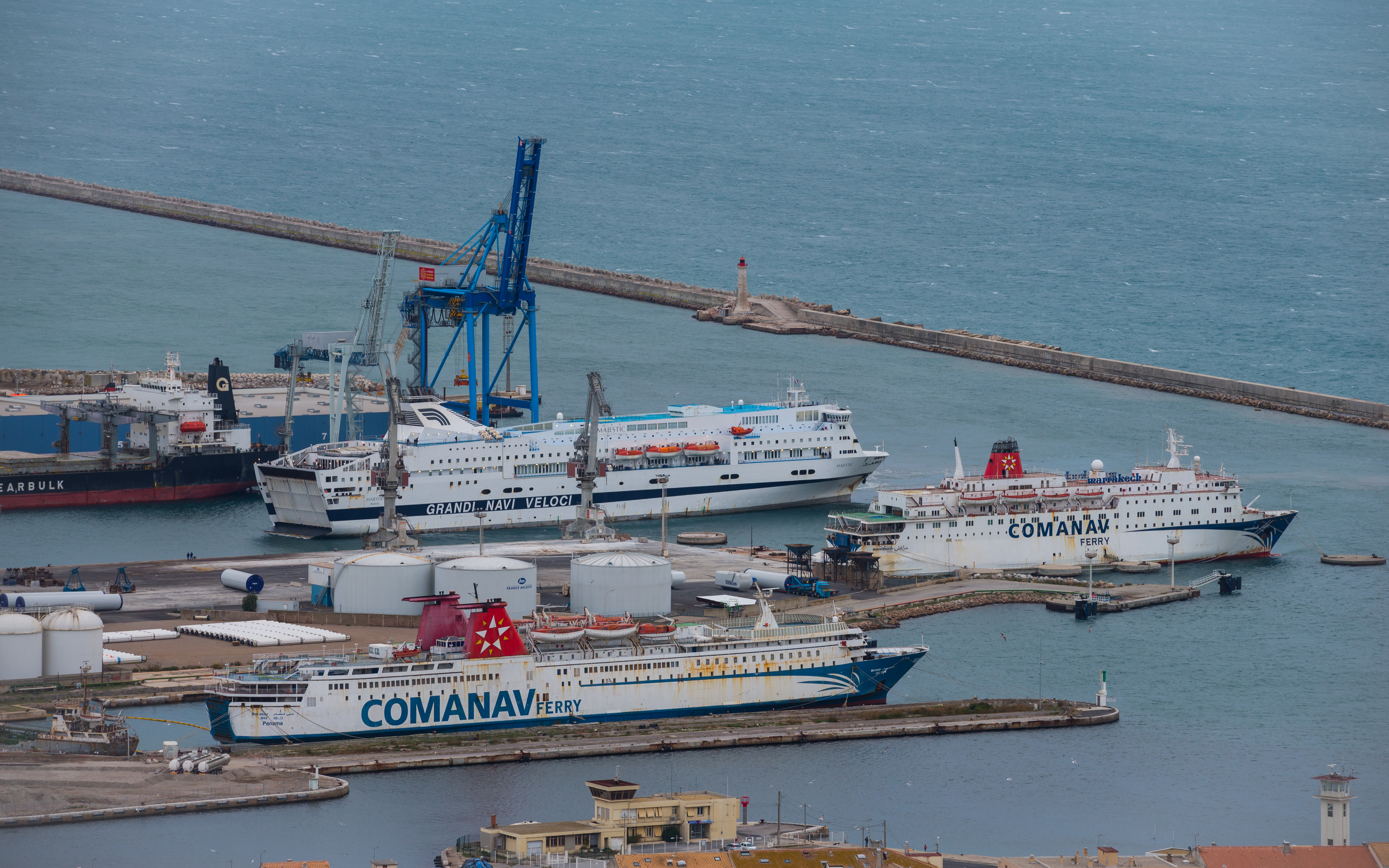
Le Majestic quittant le port de Sète.

Le 26 mai 2012, le Majestic inaugure les lignes de GNV entre la France et le Maroc, assurant la première traversée entre les deux pays depuis la faillite des compagnies marocaines Comarit et Comanav.
Durant son arrêt technique effectué entre novembre et décembre 2015, le navire se voit adjoindre deux stabilisateurs à l'arrière et est repeint aux nouvelles couleurs de GNV avec le logo apparaissant en très grand sur sa coque.
Durant son arrêt technique effectué à Naples au cours de l'année 2020, le navire se voit équipé de scrubbers, système d'épuration des fumées permettant de réduire les émissions de CO2. L'installation de ce dispositif entraîne cependant des modifications au niveau de la cheminée du cruise-ferry qui est entièrement refaite et apparaît désormais plus haute qu'à l'origine.

## Aménagements

### Locaux communs
Le Majestic propose à ses passagers des installations diverses et variées pendant la traversée principalement situées sur les ponts 6 et 9. Le navire possède deux bars, deux espaces de restauration, une piscine, une boutique, un casino, un centre de bien être, un espace de jeux vidéo, une salle de jeux pour enfants, plusieurs salons fauteuil et un centre de conférences.

### Cabines
Le Majestic possède 341 cabines situées sur les ponts 7 et 8. Pouvant loger jusqu'à quatre personnes et toutes pourvues de sanitaires complets, 19 d'entre elles sont des suites de luxe.

## Caractéristiques
Le Majestic mesure 188,15 mètres de long pour 27,60 mètres de large, son tirant d'eau est de 6,70 mètres. Sa jauge brute est de 33 057 UMS. Le navire peut embarquer 1 790 passagers et possède un garage pouvant contenir 760 véhicules répartis sur 4 niveaux et accessible par trois portes-rampes arrières. Il est entièrement climatisé. Il possède 4 moteurs Diesel semi rapides Sulzer France 8ZA40S, développant une puissance de 23 040 kW entraînant deux hélices à pales orientables Lips faisant filer le bâtiment à plus de 23 nœuds. Il est en outre doté d'un propulseur d'étrave et d'un stabilisateur anti-roulis à deux ailerons repliables. Le navire est pourvu de quatre embarcations de sauvetages fermées de grande taille, de nombreux radeaux de survie, deux embarcations de secours et une embarcation semi-rigide complètent les dispositifs de sauvetage.

## Lignes desservies
Pour le compte de Grandi Navi Veloci, le Majestic a servi sur la lignes Gênes - Palerme au début de sa carrière. Après avoir brièvement desservi la ligne Livourne - Palerme en 2003, il est transféré sur les lignes internationales entre Gênes, Tunis et Malte en 2005 puis Gênes - Barcelone - Tanger en 2007. À partir de 2012, il inaugure les lignes Sète - Tanger et Sète - Nador.
Actuellement, le navire est essentiellement employé sur les lignes internationales de GNV, notamment Gênes - Barcelone - Tanger. Il dessert de temps à autre les autres lignes de l'armateur entre Naples ou Civitavecchia vers Palerme, souvent en remplacement d'autres navires de la flotte.